# Symphyodon machrisianus
Symphyodon machrisianus là một loài rêu trong họ Daltoniaceae. Loài này được H.A. Crum W.R. Buck & R.R. Ireland mô tả khoa học đầu tiên năm 1992.